# 대한민국 제3대 대통령 선거 공화당 후보 경선
공화당 제4대 부통령 후보 선출은 이범석, 장택상, 배은희 등이 연합해 창당한 공화당이 창당대회 다음날인 4월 1일 중앙위원회를 열고 1956년 제4대 부통령 선거 후보로 이범석을 선출한 것을 말한다.
이범석의 족청계가 독단적으로 진행한 후보 선출에 장택상과 배은희가 곧바로 당을 떠나며, 공화당은 정당 등록도 전에 와해되게 되었다.

## 배경
이범석은 1952년 부통령 선거에서 낙선하고 이승만 대통령과 결별한 이후로 정계 복귀를 모색하고 있었다. 그러던 중 자신과 족청계만으로는 국민적 호응을 얻기 어렵다는 판단 하에 장택상과 배은희 등 자유당 이탈파들과 합작을 결정하고, 가칭 민정당 창당 준비에 들어간 것이었다.
1956년 3월 31일, 민정당은 공화당이라는 당명으로 창당대회를 열고 정·부통령 후보 문제를 중앙위원회에 위임했다. 그러나 이 날 대회 결과 부통령 후보 문제, 족청계와 비족청계의 중앙위원 비율 문제 등에 대한 해결을 보지 못해 공화당은 혼란에 빠져들었다.
이질적인 세력들이 모여 만든 공화당은 그 정체성에 대해서 많은 의문을 자아냈는데, 창당 대회에서 장택상은 이승만 정권 축출을 위해 투쟁하자고 선언하는 한편 이범석은 이승만 대통령은 위대한 분이나 그 주위 사람들이 문제라고 발언하여 야당인지 제2여당인지 알 수가 없다는 비판을 듣기도 했다.

## 선출
결국 족청계와 비족청계는 아무런 합의를 보지 못했고, 족청계는 창당 대회 다음 날 오후 사실상 단독으로 중앙위원회를 개최하고 후보 선출을 진행했다. 장택상·배은희 측 위원들의 보이콧 속에 강행된 중앙위원회는 대통령 후보는 지명하지 아니하고 부통령 후보만 지명하며, 부통령 후보 선출은 무기명 투표로 하기로 결정하고 투표에 들어갔다. 투표 결과 중앙위원 442명 중 210명이 투표하고 그 중 198명이 이범석의 이름을 적어낸 것으로 나타났다.
이 날 중앙위원회는 이범석이 부통령 후보로 당선되었다고 선포하였으나, 장택상과 배은희는 전체 중앙위원의 반 이상이 불참한 가운데 진행한 투표 결과는 아무 의미가 없으며, 중앙위원회 자체가 당헌에 따른 정식 소집 절차를 제대로 거치지 않고 열렸으므로 회의 자체가 원천 무효라고 주장했다.
| 후보   | 득표 | %     | 비고 |
| ------ | ---- | ----- | ---- |
| 이범석 | 198  | 94.29 | 당선 |
| 기타   | 12   | 5.71  |      |
| 투표수 | 210  | 100   |      |

## 이후
결국 장택상과 배은희가 탈당하며 공화당은 와해되었고, 이범석은 사실상 무소속으로 선거를 치러 3.7%를 득표했다.

## 같이 보기
- 대한민국 제3대 대통령 선거